# Havreballegård Amt
Havreballegård Amt blev oprettet i 1662 af det tidligere Havreballegård Len. Amtet bestod af herrederne:
- Hasle
- Ning
- Vester Lisbjerg

Amtet blev nedlagt ved reformen af 1793, hvorefter hele området indgik i Århus Amt.

## Amtmænd
- 1740 – 1747: Jacob Benzon
- 1784 – 1795: Ove Høegh-Guldberg